# Nokia 7360
 (avril 2020).
Le Nokia 7360 est un téléphone de l'entreprise Nokia. Il est de type monobloc.

## Caractéristiques
- GSM 900 / 1800
- 105 × 45 × 18 mm  pour 92 grammes
- Écran  : 65,536 couleurs, 128 × 160 pixels
- Batterie BL-5B de 850 mAh
- Appareil photo numérique : oui
- Radio FM stéréo
- Vibreur
- DAS : 0,60 W/kg.